# Abbá
Abbá es una palabra perteneciente a la lengua aramea cuyo significado es 'papá'.

## Etimología
Palabra perteneciente a la lengua aramea cuyo significado es 'padre' o 'papá'. En las lenguas semíticas el vocablo 'ab' significa 'padre', en hebreo se escribe אב y tiene ya el significado de 'padre'. En arameo Abbá se escribe אבא y literalmente significa “padre” o “el padre”.

## Uso popular
Era el nombre cariñoso que usaban los niños arameos (III A.C - III D.C) al referirse a sus padres, y combina algo de la intimidad de la palabra española “papá” con la dignidad de la palabra “padre”, de modo que es una expresión informal y a la vez respetuosa. Por lo tanto, más bien que un título, era una forma cariñosa de expresarse y una de las primeras palabras que un hijo aprendía a decir.
Dios Padre es, para la mayoría de las denominaciones cristianas, la primera de las tres personas de la Santísima Trinidad.

## Significado cristiano
El ser hijo de Dios constituye el fundamento del mensaje de Jesús de Nazaret transmitido con sus obras y palabras. Ab-bá significa que Dios es Padre, un padre cercano y de Amor. De una manera especial Padre de Jesús, en tanto en cuanto a que para los cristianos es quien, con sus obras, se asemeja más a Dios, pero contiene también en sí la fe de que los que creen en Jesús como verdad y como camino a seguir, están llamados a ser hijos de Dios cuando viven, por el uso de su libertad, según esa divina dignidad y haciendo de su vida un proyecto de Amor y entrega a los demás.

## Uso bíblico
El uso de esta expresión Abbá por parte de Jesús de Nazaret para referirse al Todopoderoso. La palabra aparece tres veces en el Nuevo Testamento: 
Marcos 14:36 "Y (Jesús) decía: «¡Abbá, Padre!; todo es posible para ti; aparta de mí esta copa; pero no sea lo que yo quiero, sino lo que quieras tú.»
Gálatas 4:6 "La prueba de que sois hijos es que Dios ha enviado a nuestros corazones el Espíritu de su Hijo que clama: ¡Abbá, Padre!"
Romanos 8:15 "Pues no recibisteis un espíritu de esclavos para recaer en el temor; antes bien, recibisteis un espíritu de hijos adoptivos que nos hace exclamar: ¡Abbá, Padre!"
La expresión Abbá en esos textos del Nuevo Testamento lleva en sí la confianza, intimidad y el amor incondicional propios de un niño, junto con un aprecio maduro de la relación filial y sus responsabilidades. De estos textos parece desprenderse que en los tiempos apostólicos los cristianos usaban el término Abbá en sus oraciones a Dios.